# Mondigny
Mondigny é uma comuna francesa na região administrativa de Grande Leste, no departamento das Ardenas. Estende-se por uma área de 5,9 km². Em 2010 a comuna tinha 182 habitantes (densidade: 30,8 hab./km²).